# Liederschiedt
Liederschiedt là một xã trong vùng hành chính Lothringen, thuộc tỉnh Moselle, quận Sarreguemines, tổng Bitche. Tọa độ địa lý của xã là 49° 07' vĩ độ bắc, 07° 30' kinh độ đông. Liederschiedt nằm trên độ cao trung bình là 400 mét trên mực nước biển, có điểm thấp nhất là 257 mét và điểm cao nhất là 422 mét. Xã có diện tích 6,99 km², dân số vào thời điểm 2007 là 128 người; mật độ dân số là 22 người/km².

## Thông tin nhân khẩu
| 1962 | 1968 | 1975 | 1982 | 1990 | 1999 |
| ---- | ---- | ---- | ---- | ---- | ---- |
| 160  | 165  | 143  | 138  | 130  | 132  |